# Francisco de Moura

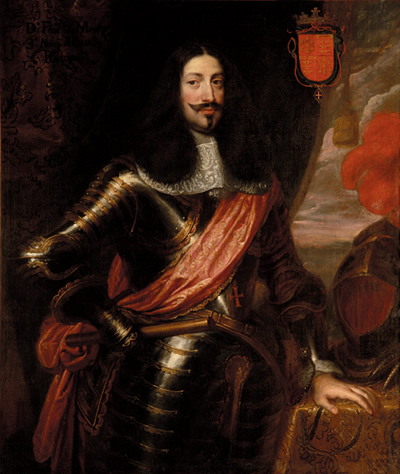
Don Francisco de Moura, 3. Marquês de Castelo Rodrigo, François Duchatel (1616–1694), Museu Quinta das Cruzes, Funchal

Francisco de Moura Corterreal als Diplomat beim Westfälischen Frieden, Anselm van Hulle, Bibliothek van het Vredespaleis, Den Haag

Francisco de Moura Corterreal (* 1610; † 26. November 1675 in Madrid) war ein portugiesischer Diplomat und Politiker, der für die spanische Monarchie nacheinander drei ihrer Teilreiche verwaltete. Er war der 3. Marquês de Castelo Rodrigo (in Portugal) und 1. Duca di Nocera (in Italien).

## Leben
Francisco de Moura war der Sohn des portugiesischen Adligen Manuel de Moura Corte-Real (um 1590–1651), 2. Marquês de Castelo Rodrigo, 1644–1647 Statthalter der habsburgischen Niederlande, und Leonor de Melo. Als Angehöriger der Corterreal-Familie war er Mitglied der Kammer des Königs Philipp III. von Portugal und später des Staatsrats.
Zur Zeit der Statthalterschaft seines Vaters gehörte er der spanischen Delegation an, die den Westfälischen Friede verhandelte. In dieser Delegation war er bedeutend genug, dass Anselm  van Hulle ihn im Auftrag des niederländischen Statthalters Friedrich Heinrich von Nassau, Fürst von Oranien porträtierte. Von 1648 bis 1656 war er spanischer Botschafter in Wien.
1649 forderte er vom spanischen Hof eine Entschädigung von 150.000 Dukaten für Verluste, die er durch einen Aufstand in den habsburgischen Niederlanden erlitten hatte. Man bot ihm das neapolitanische Herzogtum Nocera an, dessen Wert die königliche Schatzkammer auf 223.000 Dukaten bezifferte – um ihm im Gegenzug die Differenz von 73.000 Dukaten in Rechnung zu stellen. Es gab ein Tauziehen um den Betrag, das über die Pest des Jahres 1656 hinausging, die Nocera schwer getroffen und den Wert des Lehens reduziert hatte. Eine neue Schätzung ergab nun 163.000 Dukaten und somit eine Differenz von nur noch 13.000 Dukaten, die Francisco de Moura beglich. Daraufhin wurde er am 10. August 1656 zum Herzog von Nocera ernannt. Er betrat jedoch nie die Stadt, sondern ließ sie durch einen Gouverneur verwalten.
Von 1657 bis 1661 war er Vizekönig von Sardinien und von 1663 bis 1664 Vizekönig von Katalonien.
1664 zum Statthalter der Spanischen Niederlande ernannt, bemühte er sich, die nach dem Pyrenäenfrieden (7. November 1659) stark geschwächte Armee dort wieder aufzubauen. Trotz vieler Anfragen an den spanischen Hof blieben ihm jedoch sowohl finanzielle als auch personelle Unterstützung versagt, da die Krone zu dieser Zeit bestrebt war, im Restaurationskrieg das 1640 abgefallene Portugal wieder unter seine Kontrolle zu bringen. Der Marquês musste daher auf deutsche und wallonische Truppen zurückgreifen. So füllte er seine Armee mit kaiserlichen Truppen auf, die nach dem Ende des Türkenkriegs 1663/1664 entlassen worden waren, und stellte 1666 Soldaten des Bischofs von Münster Christoph Bernhard von Galen ein. Diese Verstärkungen waren aber bei weitem nicht ausreichend, um die Provinzen vor einer befürchteten französischen Invasion zu schützen. Als Frankreich dann 1667 im Devolutionskrieg in die Niederlande einfiel, hatten die Spanier nur wenig entgegenzusetzen, so dass die Franzosen sogar vor einem „militärischen Spaziergang“ sprachen.
Ab 1669 bekleidete er in der spanischen Regierung das Amt des Caballerizo mayor.

## Ehe und Familie
Francisco de Moura heiratete 1639 in Rom Anna Maria de Moncada de Aragón y de la Cerda (* 1616), Tochter von Antonio d’Aragona Moncada (1587–1631), 4. Principe di Paternò, Grande von Spanien, und Juana de la Cerda y la Cueva (1591–1667), von der er zwei Töchter bekam:
- Leonor de Moura (* 1642, † 1. Januar 1707), 2. Duchessa di Nocera; ⚭ (1) Anielo de Guzmán († 1677), 1676 Vizekönig von Sizilien; ⚭ (2) 1679 Carlos Homodei y Lasso de la Vega, 2. Marqués de Almonacid de los Oteros
- Juana de Moura, 3. Duchessa di Nocera, 6. Marchesa de Castelo-Rodrigo; ⚭ (1) Gilberto Pio di Savoia, 2. Principe di San Gregorio; ⚭ (2) Luigi Contarini, venezianischer Patrizier

Da er bei seinem Tod am 26. November 1675 in Madrid keinen männlichen Erben hatte, ging das Herzogtum Nocera an seine Tochter Leonor de Moura. Francisco de Moura wurde auf Kosten seiner Untertanen in der Kathedrale San Prisco bestattet, obwohl man ihn in Nocera nie gesehen hatte.